# Мелоне, Альтобелло

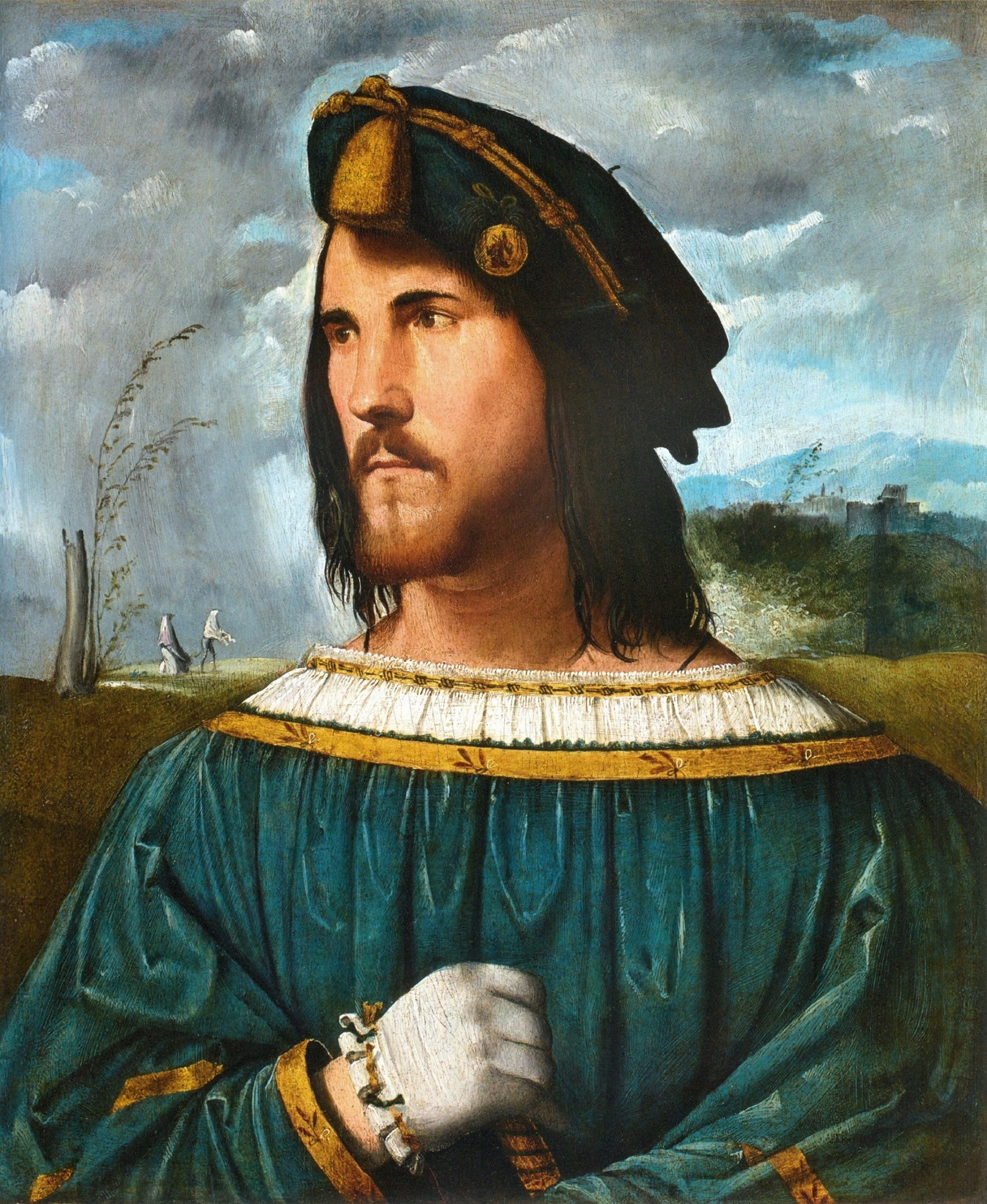
Альтобелло Мелоне. Портрет дворянина. ок. 1513г, Академия Каррара, Бергамо

Альтобелло Мелоне (итал. Altobello Melone; 1490, Кремона — 1543, Кремона) — итальянский художник позднего Возрождения. Писал фрески, религиозные композиции, картины бытового жанра, портреты. Работал преимущественно в городе Кремона.

## Биография
Относится к во многом забытым мастерам северной Италии эпохи Возрождения. Дату рождения будущего художника просчитали из свидетельства его сотрудника и художника Боккаччо Боккаччино. Мелоне родился в 1490 или 1491 году. На простое происхождении будущего художника указывает и его фамилия (означающая в переводе дыню).
Наиболее вероятно, что он родился в городе Кремона, потому что долго жил и работал именно там. Северный итальянский город расположен на пересечении различных южных и северных путей и культурных и стилистических идей, распространявшихся по этим путям.

## Творчество
Стилистика работ мастера — поэтическая, но несколько эклектичная. Его учителем считают Джироламо Романино. Но творческая манера Альтобелло Мелоне имела влияние ломбардских мастеров вроде Бартоломео Суарди (более известного как Брамантино) и одновременно тяготела к образцам Якопо де Барбари, представителей венецианской школы — Чима да Конельяно, Джованни Беллини и учеников его мастерской. Более того, поэтические и необычные по характеру портреты кисти Альтобелло Мелоне близки к произведениям талантливых Лоренцо Лотто и самого Джорджоне. Последнего даже считали автором некоторых портретов кисти Мелоне.
о в случае необходимости Альтобелло Мелоне смело пренебрегал классическим законами равновесия и гармонии ради проявления индивидуальных черт характера портретируемых. Особенно тогда, когда эти черты конфликтовали с господствующими идеями гуманизма и распознавались как непоколебимая жестокость, склонность к преступлениям, коварство, жажда роскоши и наслаждений, цинизм. Эмоциональный диапазон лиц, портретируемых Мелоне, чрезвычайно широк — от меланхолии и неуверенности в себе, недовольстве жестокости эпохи Возрождения до исступления в преступлениях.
В 1512 году на севере Италии войска Венеции проиграли битву при Равенне. И среди разорённых и ограбленных французами городов была соседняя Брешия. Два художника (Джироламо Романино и Альтобелло Мелоне) вместе с жителями, спасая собственную жизнь, бежали в дальние горные села в междуречьях Олья и Мелья. Именно 1512 годом датируют возникновение стенописей в небольшой часовне Святого Онофрио в Бовеццо. Было создано шесть сцен из жизни Св. Онофрио, три верхние связывают с авторством Джироламо Романино, а три нижние — с Мелоне («Причастие», «Смерть Св. Онофрио», «Погребение святого»). Об этом свидетельствуют малый опыт художника и более архаичная манера исполнения, характерные для молодого художника.
Известно о контракте художника на создание фресок в кафедральном соборе города Кремона. Он работал там с 1516 до 1518 года с условием создать стенописи лучше произведений Боккаччо Боккаччино. После выполнения двух первых фресок («Бегство в Египет» и «Истребление младенцев») была созвана комиссия для оценки качества произведений. Фрески восприняли одобрительно, и Альтобелло выполнил очередную фреску «Тайная вечеря», где оставил надменную подпись «Altobellus Melonibus» как полномочный мастер. Цикл фресок в кафедральном соборе невольно стал венцом художественной карьеры провинциального художника, которому не суждено было работать в известных художественных центрах Италии.
Много вопросов вызвал портрет неизвестного правителя с лицом волевым, но искажённым цинизмом, с тяжёлым взглядом маленьких, злых глаз. Представлен бюст молодого человека в роскошных одеждах и шляпке, украшенной драгоценным золотым украшением. Жестокое выражение лица вполне соотносится с мрачным пейзажем на фоне, где разыгралась гроза и мрачно шагают две несчастные фигуры. Долгое время портрет связывали как с разными художниками начала XVI века (самым известным из которых был сам Джорджоне), так и с претендентами-чиновниками, среди которых сын папы римского — Чезаре Борджиа (этой версии придерживались в XIX веке, пока Шарль Ириарте в своей работе, изданной в 1887 году, не доказал, что это не так). Но произведение вполне укладывается в стиль Альтобелло Мелоне. Другая известная его работа — лишённое нежности и мягкости и строгое лицо неизвестной аристократки на фоне холма с крепостными стенами. Возможно, мы знали бы больше, если бы не потерянное имя дамы, которую связывают с изображением Альдо Гамбари.
Художник в дальнейшем работал по направлениям церквей, но больше как художник-станковист. Среди произведений этого периода — триптих «Мадонна с младенцем и Архангел Рафаил и Товит и ангел». Триптих разделён на отдельные панели, «Товит и ангел» перешли в Музей Ашмолеан, Оксфорд, «Мадонна на троне» — в университет Миссури, США.
Дату смерти художника определяют как 3 мая 1543 года.